# Mutants
Mutants è un film del 2009 diretto da David Morley.

## Trama
Un misterioso virus si è abbattuto sulla società, trasformando gli uomini in belve assetate di sangue. Pochi sopravvissuti cercano di resistere all'assalto dei contagiati dal morbo; tra di loro Sonia e Franck, due fidanzati che viaggiano su un'ambulanza verso la base militare NOE, che raccoglie i resti di una civiltà ormai distrutta. Sonia sembra immune dal virus, mentre Franck, durante una colluttazione con un mutante, subisce l'inizio della bestiale trasformazione. I due si rifugiano in un ospedale psichiatrico sulle montagne innevate; qui vengono raggiunti da altri sbandati rimasti illesi. Le condizioni di Franck, rapidamente, degenerano; ma anziché uccidere il suo amato Sonia lo rinchiude nella segreta dell'ospedale. Frattanto, gruppi di mutanti cingono d'assedio l'ospedale, mentre tra gli umani si scatena una lotta fratricida. Sonia riesce a mandare un messaggio di aiuto attraverso una radio; dopo che anche Franck è ormai divenuto una belva feroce, la sua sorte sembra segnata.

## Produzione
Il progetto del film è nato dal desiderio del regista di girare un film di zombi e raccontare una storia d'amore in cui la persona più amata diventasse anche il peggior pericolo per la propria sopravvivenza. Le maggiori fonti di ispirazione sono state il cinema di David Cronenberg, in particolare La mosca, 28 giorni dopo di Danny Boyle e La cosa di John Carpenter.
Le riprese si sono svolte dal 5 novembre all'8 dicembre 2007 à Passy, in Alta Savoia, e dal 31 gennaio all'8 febbraio 2008 a Orry-la-Ville, in Piccardia.

## Distribuzione
Il film è stato presentato il 31 gennaio 2009 al Festival internazionale del film fantastico di Gérardmer ed è stato distribuito nelle sale cinematografiche francesi il 6 maggio 2009.